# Naevius
Cnaeus (ou Gnaeus) Naevius, en français Névius ou Nevius (-275–-201) est un dramaturge romain qui se rattache à la période du latin archaïque.

## Biographie
C'est un Campanien (Capoue), originaire d'un milieu fortement marqué par les Grecs. Il est venu s’installer à Rome à la fin de la première guerre punique où il avait combattu comme allié de Rome. Aulu Gelle nous dit qu’il donne sa première représentation en 235 av. J.-C. Les Metelli le font emprisonner en 205. Il est libéré par Marcus Claudius Marcellus, fils du grand Marcellus, mais doit s’exiler en raison de ses positions contre les Metelli et les Scipions, disant que les destins des deux familles « est de naître consuls à Rome ».

## Œuvre
Il ne reste de Cnaeus Naevius qu'une centaine de vers, mais ils nous permettent de remarquer son talent et son originalité. Il se démarque ainsi de Livius Andronicus, Cicéron trouvant même dans ce poète de l'éclat. Naevius se rattache au théâtre et à la poésie épique. En théâtre d'ailleurs, il ne se contente pas de copier et traduire les grecs, mais il introduit un genre comique tout à fait romain, a toga, togata. En poésie, il versifie la guerre punique en insistant sur le caractère nationaliste, ce qui le rend vite populaire jusque chez les notables. Son poème s'inspire d'Hérodote, car Naevius tente un vague travail d'historien, ce qui permet à Félix Deltour (1820-1904) d'affirmer que Naevius « fait de l'histoire plutôt que de l'épopée ».
Au style rude, parsemé de cette force et de cette vivacité poétique propre à son temps, Naevius préfigure déjà ce que sera le grand poète Ennius, dont le style est plus pur.
À propos de ses liens avec les diverses familles dirigeantes :
1. des vers montrant la haine des Caecilii Metelli envers lui se sont révélés apocryphes
2. les éléments de biographie, rassemblés depuis Varron, sont désormais considérés avec réserve et peut-être comme suspects.

| texte latin                        | traduction                                         |                   |
| ---------------------------------- | -------------------------------------------------- | ----------------- |
| Fato Metelli Romae fiunt consules  | Par malheur les Metellus à Rome deviennent consuls | (Naevius)         |
| Dabunt malum Metelli Naevio poetae | Les Metellus donneront du bâton au poète Nævius    | (pseudo-Metellus) |

Il se réfugie près d’Utique où il serait mort vers 200. Il écrira plusieurs comédies, on en connaît près de 30. Il pratique la contaminatio. Il écrit des palliatæ à sujet grec et des togatæ dont le sujet est romain. Le Figulus (le potier), la corollaria (la bouquetière) et la Tarentila sont des togatæ. Par contre, l’Achontisomenos (le javelot), les Agripniuntes (les insomniaques), le Collax (le flatteur) et la Paelex (la concubine) sont des palliatae. 
Naevius écrira aussi des tragédies que l’on peut également diviser en deux de par leur sujet : les cothurnatæ à sujet grec et les prætextæ à sujet romain. Les titres des tragédies « grecques » de Naevius ne sont pas sans rappeler celles d’Euripide. Andromaque, Danaé, L’equus troianus, Hector proficiscens, Iphigénie ou encore Hermione. Il y a aussi un Lycurgue inspiré d’Eschyle. Les deux prætextæ importantes sont Romulus et Clastidium. Il est aussi l’auteur d’une épopée, Bellum Punicum, où il mélange histoire et légende. Les guerres puniques sont placées sous le signe de la légende troyenne. C’est l’un des premiers à inscrire les guerres puniques dans le conflit Didon contre Énée. La métrique employée dans ce texte est particulière, puisque cette épopée est rédigée en vers saturniens.
Une citation d'Aulu-Gelle dans les nuits attiques concernant Naevius qui fit écrire sur sa tombe OBLITI SUNT ROMAE LOQUIER LINGUA LATINA (À Rome on ne sait plus parler la langue latine).